# 御徒町凧
御徒町 凧（おかちまち かいと、1977年5月18日 - ）は、東京都足立区綾瀬出身の詩人、作詞家。本名：菅原径。ニックネームは「かっくん」「おかちゃん」。

## 人物
シンガーソングライター森山直太朗の作詞共作者であり、個人事務所であるセツナインターナショナルの社長も務めている。森山のデビュー初期は共作詞のみだったが、2005年以降は作曲も共作名義となっている。
妻は劇作家、女優の本谷有希子（2013年5月7日結婚）。

## 詩人活動
10代から詩作を始め、2006年、第1詩集『人間ごっこ』、2007年に第2詩集『いつも、ミシン』、2009年には第3詩集『人に優しく』を刊行。またポエトリー・リーディングも行なっており、2009年11月より月例で開催する詩の朗読会の記録をまとめた『朗読会の記録（一） 家具』を刊行している。総合文芸同人誌「タデクイ」を主宰し、一青窈などが参加した（現在絶版）。

## 森山直太朗との関係
森山直太朗とは成城学園高等学校サッカー部で出会う。森山は1年先輩でキャプテン、御徒町は万年補欠であり、サッカーに関することで分かりあったことはなかったが、仲が良かったという。当時、音楽への関心が強かったのは御徒町の方で、通学電車の乗継駅が森山宅の最寄りだったこともありよく遊びに行くようになった。下北沢のスズナリや本多劇場など文化的なものを共有する間柄だった。1stコアアルバム『乾いた唄は魚の餌にちょうどいい』以降、森山と共作で作詞者として参加。7thシングル『時の行方〜序・春の空〜』以降は森山と共作で作曲を始める。単独作詞は、1stフルアルバム『新たなる香辛料を求めて』のM-9「革命前夜、ブラックジャックに興じる勇者たち」、「生きてることが辛いなら」（第50回日本レコード大賞作詞賞）など。作詞法はいわゆる「曲先」で、森山が曲を書いて御徒町が詞をのせてゆくスタイル。

## 楽曲作詞
- alan - 配信限定チャリティシングル『幸せの鐘』を作詞。中国四川省大地震の被災者に対し、四川省出身アーティストalanと共に義援金活動として著作者としての作家収益を全額寄付している。
- 中孝介 - シングル『花』の詞を提供（曲は森山直太朗）。
- alan - 『ひとつ』の『東京未明』
- 華原朋美 - 10周年記念アルバム『NAKED』では、M-4『哀しみの向こう』、M-8『ほうき星』の2曲の詞を提供。
- V6 - 27thシングル『UTAO-UTAO』の詞を提供。作曲はHIKARI。
- 20th Century - 『STEP』では、『グッドラックベイビー』の詞を提供。
- Little Glee Monster - シングル『生きなくちゃ』の詞を提供（曲は森山直太朗）。

## バンド活動
詩人活動の他にも、KAI'NとしてAMUSEMENT PARKというバンドを組んでいた。担当はVocal、作詞。インディーズ活動を経て2003年7月24日、東芝EMIから『旅の途中』（作曲はKATSURA）でメジャーデビューしたものの、同年11月6日に活動停止を発表。『旅の途中』のc/w『アストロボーイ』では、御徒町のポエトリー・リーディングを聴くことができる。御徒町は挨拶言葉として「ハローCQ」と言っていた。

## 声優
イラストレーター・SEICHIと共に、Kとして"謎の無国籍ユニットMADE IN POPの活動もしていた。2004年11月6日から「ポンキッキーズ21」内でMADE IN POPによるアニメ『シトラスタウン』が放映。御徒町は声優として参加。他にベッキー、川平慈英、森山、詩人仲間の326も参加。

## 映像制作
映画『真幸くあらば』で映画初監督。同作は2009年の第22回東京国際映画祭「日本映画・ある視点」部門にて上映された後、2010年1月9日に劇場公開された。

## テレビ出演
- 麻雀最極決定戦!サバイバルバトル極雀（フジテレビONE）
  - シーズン4（2017年1月）優勝
  - シーズン5（2017年2月）優勝
  - シーズン12（2017年12月）
  - シーズン15（2018年7月）優勝
  - シーズン16（2018年10月）
  - シーズン21（2019年7月）優勝
  - シーズン22（2019年12月）
  - シーズン24（2020年12月）優勝
  - シーズン25（2021年1月）
- ～地上最強位決定戦～THE極雀DEポン（フジテレビONE）
  - 第1回（2017年3月31日）
  - 第4回（2020年3月13日）